# Regina (opera)

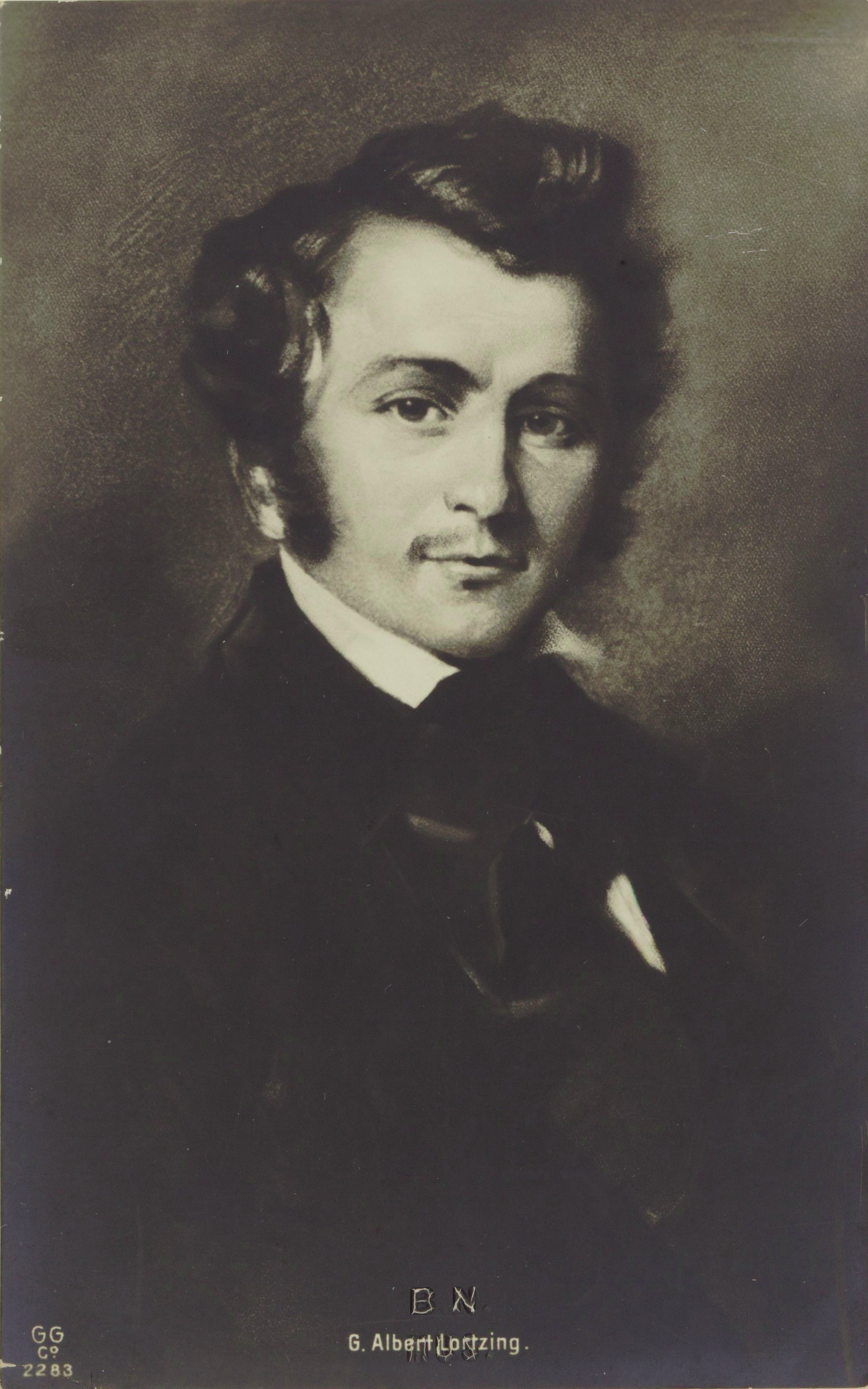
Albert Lortzing

Regina är en tysk opera i tre akter med musik och libretto av Albert Lortzing. 

## Historia
Operan komponerades 1848, året för de tyska revolutionerna och Europas Folkens år, men hade inte premiär förrän den 21 mars 1899 (långt efter Lortzings död) då den framfördes på Staatsoper Unter den Linden. Efter denna sin sista opera var Lortzing märkt för livet. Hans sista kommentar var: "Regina väntar på bättre tider." Han fick problem med att hitta arbete och försörja sin stora familj. I januari 1851 dog han, starkt skuldsatt, i sin födelsestad Berlin.
Denna romantisk-politiska "Freiheitsoper" (Frihetsopera) var den första opera som utspelades i en fabrik och där huvudpersonerna var arbetare som strejkar och sjunger frihetssånger. På grund av politiska skäl blev Regina kraftigt reviderad av Adolph L'Arronge. Till exempel då arbetarna i Lortzings version sjunger "Heil Freiheit!", ändrade L'Arronge det, i kaiser Wilhelms Tyskland, till "Hoch Blücher!". 
Senare versioner var också starkt manipulerade för att möta respektive tidsanda och rådande regim. Även titeltillägget "oder die Marodeure" är ett påfund från 1899. I Lortzings partitur heter operan rätt och slätt Regina (efter sin hustru Rosina Regina Ahles, med vilken han hade elva barn). Den enda existerande inspelningen fram till juli 2013 var en radioutsändning från Östberlin från 1951 i vilken dialogen var ändrad för att passa ett socialistiskt sinnelag. Den första uppsättningen av originalversionen hade premiär 13 mars 1998 (precis 150 år efter frihetskampen i Wien och Berlin) på Musiktheater im Revier i Gelsenkirchen.

## Personer
| Roller                                                   | Röststämma  |
| -------------------------------------------------------- | ----------- |
| Simon, en rik fabriksägare                               | bas         |
| Regina, hans dotter                                      | sopran      |
| Stephan, en förman                                       | baryton     |
| Richard, en förman och Reginas fästman                   | tenor       |
| Wolfgang, ledare för frikåren                            | tenor       |
| Kilian, en tjänsteman                                    | tenorbuffo  |
| Beate, en husa                                           | sopran      |
| Barbara, en bondkvinna                                   | kontraalt   |
| en kammarjungfru                                         | mezzosopran |
| Arbetare, franktirörer, soldater, medborgare och tjänare |             |

## Handling

### Akt I
Fabriksarbetarna strejkar för högre löner och bättre arbetsvillkor. Förmannen Richard, som är förlovad med fabriksägardottern Regina, lyckas mildra upproret. Den andre förmannen Stephan, som också är förälskad i Regina, ansluter sig till en frikår som består av politiska upprorsmän och ockuperar fabriken. Moderata och radikal arbetare står mot varandra. Under striden börjar fabriken att brinna och Regina kidnappas.

### Akt II
Stephan och Regina befinner sig i en avlägsen stuga. Hon försöker övertyga sin kidnappare att ändra sitt sinnelag då plötsligt en enkel arbetare kommer in och hånas av de berusade soldaterna. Stephan lämnar stugan med Regina.

### Akt III
De två kommer över en vapengömma. Richard och hans män närmar sig gömstället för att rädda Regina. De omringar stället varpå Stephan hotar att spränga allt i luften. Men Regina skjuter honom innan han hinner utföra illdådet. Arbetarna sjunger glada hymner och frihetssånger. Operan slutar med en patriotisk sång om striden för ett enat och demokratiskt Tyskland.